# Спуре Жан Крістапович
Жан (Жаніс) Крістапович Спуре (латис. Žanis Spure, 23 вересня 1901, місто Рига, тепер Латвія — загинув 20 травня 1943, Валдайський район Новгородської області, тепер Російська Федерація) — латиський радянський діяч, 2-й секретар ЦК КП(б) Латвії. Член Бюро ЦК КП(б) Латвії в 1940—1943 роках. Депутат Народного Сейму Литви (1940—1943). Депутат Верховної ради СРСР 1-го скликання (1941—1943).

## Життєпис
Народився в робітничій родині. З 1917 року був членом Латвійської соціал-демократичної спілки молоді.
Член Латвійської комуністичної партії з 1920 року.
Працював на профспілковій робрті в Єлгаві, був комуністичним пропагандистом у Лієпаї, членом комітету і керівником колегії пропаганди Земгальського комітету Латвійської комуністичної партії.
У 1920 році заарештований латвійською владою, у 1921 році випущений із в'язниці. У 1923 році знову заарештований, висланий до СРСР в результаті обміну в'язнями, де перебував на господарській роботі.
У 1926—1932 роках — у Червоному Інтернаціоналі профспілок.
У 1935 році перебував на нелегальній комуністичній роботі в Ризі.
У 1936 році завершив навчання в Комуністичному університеті національних меншин Заходу імені Мархлевського.
З 1936 року — на підпільній комуністичній роботі в Латвійській республіці, керував Ризьким комітетом ЦК КПЛ.
11 лютого 1939 — квітень 1940 року — секретар ЦК Латвійської комуністичної партії.
У квітні 1940 року заарештований латвійською владою. 21 червня 1940, після окупації Латвії СРСР, звільнений із в'язниці.
21 червня — жовтень 1940 року — 2-й секретар ЦК КП(б) Латвії.
21 грудня 1940 — 1 березня 1941 року — секретар ЦК КП(б) Латвії з пропаганди та агітації.
1 березня 1941 — 20 травня 1943 року — секретар ЦК КП(б) Латвії з промисловості.
З 1941 до травня 1943 року — член Організаційного комітету Спілки письменників Латвійської РСР. З червня 1941 до травня 1943 року — член Правління Спілки письменників СРСР.
З 1941 року — в Червоній армії, учасник німецько-радянської війни. Перебував на політичній роботі, з вересня 1942 року був відповідальним редактором фронтової газети на латиській мові «Par Padomju Latviju» («За Радянську Латвію»).
Загинув 20 (21) травня 1943 року у Валдайському районі Новгородської області. Похований на цвинтарі Райніса в Ризі.

## Звання
- батальйонний комісар
- підполковник

## Нагороди
- орден Червоного Прапора